# Mallada neus
Mallada neus is een insect uit de familie van de gaasvliegen (Chrysopidae), die tot de orde netvleugeligen (Neuroptera) behoort. 
Mallada neus is voor het eerst wetenschappelijk beschreven door Navás in 1912.